# Eriphioides
Eriphioides is een geslacht van vlinders van de familie spinneruilen (Erebidae), uit de onderfamilie Arctiinae.

## Soorten
- E. ecuadoriensis Draudt, 1915
- E. fastidiosa Dyar, 1916
- E. phaeoptera Dognin, 1912
- E. purpurinus Dognin, 1923
- E. simplex Rothschild, 1912
- E. surinamensis Möschler, 1877
- E. tractipennis Butler, 1876
- E. ustulata Felder, 1869